# El Cuervito
El Cuervito är en ort i Mexiko.   Den ligger i kommunen Guanajuato och delstaten Guanajuato, i den centrala delen av landet, 300 km nordväst om huvudstaden Mexico City. El Cuervito ligger 2 452 meter över havet och antalet invånare är 107.
Terrängen runt El Cuervito är kuperad. Runt El Cuervito är det ganska tätbefolkat, med 160 invånare per kvadratkilometer. Närmaste större samhälle är Guanajuato, 16,9 km söder om El Cuervito. I omgivningarna runt El Cuervito växer huvudsakligen savannskog.